# Liste von Kriegsgräberstätten in Finnland
Die Liste von Kriegsgräberstätten in Finnland nennt Soldatenfriedhöfe und sonstige Kriegsgräberstätten in Finnland ohne Anspruch auf Vollständigkeit.
In Finnland fielen allein etwa 15.000 deutsche Soldaten, zum Teil in Gebieten, die Finnland im Friedensvertrag von 1947 an die Sowjetunion abtreten musste. 1959 wurden die Überreste der deutschen Soldaten aus Mittel- und Südfinnland nach Helsinki-Honkanummi und aus Lappland und Oulu nach Rovaniemi zusammengeführt.

## Liste
| Bezeichnung                                     | Ortschaft                                               | Beschreibung                                                                               | Foto |
| ----------------------------------------------- | ------------------------------------------------------- | ------------------------------------------------------------------------------------------ | ---- |
| Deutscher Soldatenfriedhof Helsinki-Honkanummi  | In Vantaa, 20 km nördlich Helsinki-Zentrum              | Sechs deutsche Gefallene des Ersten und 371 des Zweiten Weltkriegs, darunter 201 Seeleute. |      |
| Deutsche Kriegsgräberstätte Helsinki-Hietaniemi | Im Friedhof Hietaniemi, Helsinki                        | Gräber von 121 deutschen Kriegstoten.                                                      |      |
| Deutscher Soldatenfriedhof Rovaniemi Norvajärvi | 18 km nördlich Rovaniemi am Ostufer des Sees Norvajärvi | Hier ruhen 2.530 deutsche gefallene Soldaten aus den Provinzen Lappland und Oulu.          |      |